# Дизелови мотриси БДЖ серия 23-00
Мотрисите са строени от австрийската фабрика „Simmeringer“ – Wien през 1942 г., като в договора е включена и доставката на 5 броя еднотипни вагони-ремаркета. Първоначалното им означение е Смот-м серия 03, а вагоните са означени с См и номера от 22904 до 22908. От 1965 г. получават серия 23 (23-01 до 23-10).

## Технически данни на вагоните-ремаркета
| Експлоатационни номера      | 22904 – 22908 |
| --------------------------- | ------------- |
| Дължина с буферите          | 13 140 мм     |
| Междуосие                   | 7200 мм       |
| Диаметър на колоосите       | 900 мм        |
| Собствена маса              | 12,47 тона    |
| Пътнически отделения        | 1 брой        |
| Места за сядане             | 50 броя       |
| Помещение отоплителен котел | 1 брой        |
| WC-възел                    | 1 брой        |
| Входно-изходни преддверие   | 2 брой        |

Мотрисите са доставени от австрийската фабрика „Simmeringer“ – Wien през 1942 г. Във връзка с вече придобитият опит в експлоатацията на мотрисите серия 22 се правят някои съществени конструктивни изменения – предавката е механична, а колоосните лагери са плъзгащи (първоначално са били предвидени ролкови).
По-мощните двигатели дават възможност мотрисите да теглят 1-2 вагона-ремаркета и да обслужват дестинации до 100 – 120 км в едната посока. Първоначално са разпределени между депата София, Пловдив и Левски. През 1943 г. има изпратени и в Беломорието на линията Драма - Дедеагач. През 1969 - 70 г. са подменени дизеловите двигатели на всички мотриси. Поради износване и невъзможност за ремонт или подмяна на скоростните кутии през 1972 - 1975 г. са бракувани всички представители на серията без 23-03, която е спряна от движение заради катастрофа. Последната е възстановена и продължава да работи на линията Червен бряг - Златна Панега до замяната и с мотрисен влак серия 18.00. Бракувана е през 1986 г. и е запазена за музейната колекция на БДЖ, но за нея не се полагат никакви грижи и е в крайно тежко техническо състояние.
| Експл. № при доставката | Експл. № (1965) | Фабр. № / година | Бележки                               |
| ----------------------- | --------------- | ---------------- | ------------------------------------- |
| 03-01                   | 23-01           | 68338/1942       | Бракувана 1974 г.                     |
| 03-02                   | 23-02           | 68339/1942       | Опожарена и бракувана 1973 г.         |
| 03-03                   | 23-03           | 68340/1942       | Бракувана 1976 г.                     |
| 03-04                   | -               | 68341/1942       | Опожарена и бракувана 1946 г.         |
| 03-05                   | 23-05           | 68342/1942       | Бракувана 1975 г.                     |
| 03-06                   | 23-06           | 68343/1942       | Бракувана 1974 г.                     |
| 03-07                   | 23-07           | 68344/1942       | Бракувана 1974 г.                     |
| 03-08                   | 23-08           | 68345/1942       | От 1976 е с № 23-03 бракувана 1986 г. |
| 03-09                   | 23-09           | 68346/1942       | Бракувана 1972 г.                     |
| 03-10                   | 23-10           | 68347/1942       | Бракувана 1974 г.                     |